# Sebastiaan Bökkerink
Sebastiaan Bökkerink (23 oktober 1994) is een Nederlands voormalig voetballer die als verdediger speelde.

## Carrière
Sebastiaan Bökkerink speelde voor Quick '20 en HSC '21 in de Topklasse, om daarna weer terug te gaan naar Quick '20. Hiermee speelde hij in de Hoofdklasse, waarna hij in de zomer van 2016 naar Achilles '29 vertrok. Bij Achilles '29 debuteerde hij op 30 september 2016 in de Eerste divisie, in de met 0-3 verloren thuiswedstrijd tegen VVV-Venlo. Hij speelde in totaal drie wedstrijden in het eerste elftal van Achilles. Ook kwam hij met Jong Achilles '29 uit in de Derde divisie Zondag. In 2017 keerde Bökkerink terug bij Quick '20, waar hij tot 2018 speelde.

### Statistieken
| Seizoen                     | Club              | Land           | Competitie           | Competitie | Competitie | Beker | Beker | Totaal | Totaal |
| Seizoen                     | Club              | Land           | Competitie           | Wed.       | Dlp.       | Wed.  | Dlp.  | Wed.   | Dlp.   |
| --------------------------- | ----------------- | -------------- | -------------------- | ---------- | ---------- | ----- | ----- | ------ | ------ |
| 2011/12                     | Quick '20         | Nederland      | Topklasse Zondag     | 1          | 0          | 0     | 0     | 1      | 0      |
| 2013/14                     | HSC '21           | Nederland      | Topklasse Zondag     | 25         | 3          | 1     | 0     | 26     | 3      |
| 2014/15                     | HSC '21           | Nederland      | Topklasse Zondag     | 11         | 1          | 0     | 0     | 11     | 1      |
| 2015/16                     | Quick '20         | Nederland      | Hoofdklasse Zon. C   | ?          | ?          | ?     | ?     | ?      | ?      |
| 2016/17                     | Achilles '29      | Nederland      | Eerste divisie       | 3          | 0          | 0     | 0     | 3      | 0      |
| 2016/17                     | Jong Achilles '29 | Nederland      | Derde divisie Zondag | 22         | 3          | –     | –     | 22     | 3      |
| 2017/18                     | Quick '20         | Nederland      | Derde divisie Zondag | 30         | 2          | 1     | 0     | 31     | 2      |
| 2018/19                     | Quick '20         | Nederland      | Derde divisie Zondag | 1          | 0          | 1     | 0     | 2      | 0      |
| Carrièretotaal              | Carrièretotaal    | Carrièretotaal | Carrièretotaal       | 93         | 9          | 3     | 0     | 96     | 9      |
| Bijgewerkt op 11 april 2023 |                   |                |                      |            |            |       |       |        |        |